# Chromonephthea hartmeyeri
Chromonephthea hartmeyeri is een zachte koraalsoort uit de familie Nephtheidae. De koraalsoort komt uit het geslacht Chromonephthea. Chromonephthea hartmeyeri werd in 1910 voor het eerst wetenschappelijk beschreven door Kükenthal. 